# ロマンス暴風域
『ロマンス暴風域』（ロマンスぼうふういき）は鳥飼茜による日本の漫画作品。『週刊SPA!』（扶桑社）にて、2016年10月25日号から2018年11月6日号まで連載された。作者にとっては初となる週刊連載作品。
2022年7月6日より8月3日まで実写ドラマが放送された（後述）。

## あらすじ
都内の高校で美術の非常勤講師を務める佐藤民生は、講師の契約期限は迫り彼女が長らくいない。非モテの人生を送ってきた自分にコンプレックスを持ち恋愛を半ばあきらめていたが、気晴らしに訪れた風俗で出会った芹香に恋をすることから物語が動き始める。

## 登場人物
佐藤民生
本作の主人公で通称サトミン。30代半ば、大塚在住。非モテの人生を送ってきた自分にコンプレックスを持つ。恋人がいたことはあるが、大学時代から付き合っていた彼女と別れて以降は長らく独り身。美術大学を卒業しており、都内の高校に美術の非常勤講師として勤務しているが、講師の契約期限が迫っている。勤務先の女子生徒からアプローチされることはあり当初は興奮したものの、自分が真剣に向き合おうとすると離れていくことから、現在は彼女たちは身近な「大人の男性」を求めているだけで本来の自分を理解したうえでの好意ではないと冷めた目で見ている。婚活をしたこともあるが、正規職でないことを理由に失敗。
気晴らしで訪れた風俗店で出会った新人風俗嬢の芹香に自分と似たものを感じ、当初は一方的に恋をする。そこから店に通いつめてデートに連れ出すことにも成功して舞い上がっていた矢先、芹香から結婚することを伝えられる。
芹香
都内の風俗店に勤める21歳の風俗嬢。セミロングヘアで左目の下にホクロがあるのが特徴。気を許した相手には九州弁が出る。客として佐藤がやってきたときは爆笑で出迎えた。地方出身であることと取柄がないことにコンプレックスを持っている。捉えどころのない性格だが、佐藤から風俗で働いている理由を尋ねられた際に「アンタに会うために私はここへ来たと」と答えるなど、男性を相手にするのは不得意ではないようで、店では人気がある。佐藤からの熱烈なアプローチを受けて交際を開始するが、実は彼氏がおり、動物園デートの帰りに自分が結婚する旨を佐藤に打ち明ける。佐藤とは避妊なしのセックスもしており、夫との間にできた子どもを中絶して以降子供ができにくい体になったと語っている。
佐藤の両親
よくしゃべる性格の母親と寡黙な父親。
芝内理加
佐藤の大学時代からの友人で、結婚を控えている。芹香と同じく左目の下にホクロがある。佐藤とは美大時代からの付き合いで、当時は佐藤とゲロを吐くまで飲み比べをして2人で雑魚寝をするほど仲が良かった。美大卒業後、佐藤とはしばらく会っていなかったが、自身の結婚報告を機に彼氏と再会する。現実的な性格の持ち主で、芹香に対して懐疑的な目を向けており、彼女にのめり込む佐藤に対して度々苦言を呈す。また、面倒見も良く、佐藤が芹香が結婚してしまうショックで音信不通になったときには、栄養ドリンクを買い込んで佐藤の家を直接訪ねて来た。夫のことは、佐藤に選んだ理由を尋ねられた際、「私と反対で冷静で頼りになることと仕事に理念があって将来性があるとこ」と評している。
芹香の夫
芹香の初めての相手。芹香より年上で会社員。学生時代から芹香と交際しており、自身の転勤によって一緒に東京に引っ越してきた。

## 書誌情報
- 鳥飼茜『ロマンス暴風域』扶桑社、全2巻
  1. 2017年10月23日発売[3]、ISBN 978-4-594-07833-1
  2. 2018年12月19日発売[5]、ISBN 978-4-594-08101-0

## テレビドラマ
2022年7月6日（5日深夜）から8月3日（2日深夜）まで毎日放送・TBSの「ドラマイズム」枠にて放送された。主演は渡辺大知。

### キャスト

#### 主要人物
佐藤民生 / サトミン〈34〉
演 - 渡辺大知
私立高校の非正規美術講師。非モテの人生にコンプレックスを抱えながら生きている。
ふと入った風俗店で出会ったせりかに一目惚れし、店に通い始める。
せりか / 芹香〈21〉
演 - 工藤遥
風俗店「さくら組」の風俗嬢。民生に本名は芹香と告げていたが、実は「せい子」。
民生を遊園地デートに誘うが、帰りの電車での別れ際に明日結婚することを告げる。
なっちゃん / 雨貝夏希〈22〉
演 - 小野花梨
激安ヘルスの風俗嬢。サトミンが失意のどん底にいた時に出会う相手。
芝内理加〈34〉
演 - 内田理央
民生を心配し、度々苦言を呈す美大時代からの友人。

#### 民生の関係者
神谷悠乃
演 - 三浦理奈
民生が美術講師をする高校の女生徒。民生のことを「さとえもん」と呼ぶ。

#### ゲスト

##### 第1話
婚活アプリの女性
演 - 中田絢千
婚活アプリで知り合うが、民生が公務員でないと知ったとたん興味を失う。
風俗嬢
演 - 中屋柚香（第5話）
民生がキャッチの誘いで行った店の風俗嬢。
風俗店のキャッチ
演 - 児玉拓郎
民生に声をかけ、店に誘う。
学校の職員
演 - 新井和之（第2話）
民生が講師の求人に応募した学校の面接担当者。

##### 第2話
佐藤清美
演 - 工藤時子
民生の母。
佐藤康之
演 - 池浪玄八
民生の父。

##### 第3話
二本松一（にほんまつ はじめ）
演 - 永嶋柊吾
せりか（せい子）の夫。大企業のエリートサラリーマン。
自宅や勤務先に押しかけて来た民生に、妻のことで訪ねてきたのは2人目だと呆れたように言う。
予備校の職員
演 - 岸茉莉
民生が講師の求人に応募した、御茶の水美術学院の面接担当者。
受付嬢
演 - 花柳のぞみ
二本松一の勤務する製薬会社の受付の女性。
酔ったおじさん
演 - 五頭岳夫
せりかの店の近くでスケッチをしている民生に話しかける。

##### 第4話
えんちゃん / 三枝円
演 - 小林涼子（第5話）
民生の唯一の元カノ。
辻萌
演 - 岬あかり（第5話）
美術予備校の講師。民生が呼んだ風俗嬢が偶然にも辻だった。
山本
演 - 古河耕史（第5話）
美術予備校の講師。民生を面接する。
中尾
演 - 翁華栄（第5話）
美術予備校の講師。半分アル中。
風子
演 - うらじぬの（第5話）
風俗嬢。
客
演 - 茨城ヲデル
なっちゃんの客。
みゆき
演 - 野見山智子
中尾行きつけのバーのママ。
麻由美
演 - 西山真来（第5話）
みゆきの娘。バツ2の出戻りで店を手伝っている。
新郎
演 - 岩瀬亮（第1話写真出演、第5話）
芝内理加の夫。
参加者
演 - 前田瑞貴、長友郁真
結婚式2次会の参加者。

##### 第5話
客
演 - 比佐仁
なっちゃんの客。

### スタッフ
- 原作 - 鳥飼茜『ロマンス暴風域』（扶桑社）
- 監督 - 児山隆、水波圭太
- 脚本 - 開真理
- 音楽 - 橋本竜樹
- オープニング主題歌 - 和ぬか「ラブの逃走」[8]
- エンディング主題歌 - パスピエ「4×4」（NEHAN RECORDS/UNIVERSAL MUSIC ARTISTS）[8]
- 制作プロダクション - C&Iエンタテインメント
- 製作 - 「ロマンス暴風域」製作委員会、毎日放送

### 放送日程
| 話数   | 放送日  | サブタイトル     | 監督     |
| ------ | ------- | ---------------- | -------- |
| 第1話  | 7月6日  | 暴風前夜         | 児山隆   |
| 第2話  | 7月13日 | 君は特別         | 児山隆   |
| 第3話  | 7月20日 | 私にさわらないで | 水波圭太 |
| 第4話  | 7月27日 | 自由主義         | 児山隆   |
| 最終話 | 8月3日  | 運命、じゃない   | 児山隆   |

### 放送局
| 放送期間              | 放送時間                     | 放送局    | 対象地域   | 備考   |
| --------------------- | ---------------------------- | --------- | ---------- | ------ |
| 2022年7月6日 - 8月3日 | 水曜 0:59 - 1:29（火曜深夜） | 毎日放送  | 近畿広域圏 | 製作局 |
|                       | 水曜 1:28 - 1:58（火曜深夜） | TBSテレビ | 関東広域圏 |        |

### ネット配信
| 配信開始月 | 配信サイト    | 配信料金     | 備考       |
| ---------- | ------------- | ------------ | ---------- |
| 2022年7月  | TVer          | 広告付き無料 | 見逃し配信 |
| 2022年7月  | MBS動画イズム | 広告付き無料 | 見逃し配信 |
| 2022年7月  | GYAO!         | 広告付き無料 | 見逃し配信 |
| 2022年7月  | Paravi        | 定額制有料   |            |
| 2022年7月  | Hulu          | 定額制有料   |            |
| 2022年7月  | MBS動画イズム | 定額制有料   |            |
| 2022年7月  | U-NEXT        | 定額制有料   |            |
| 2022年7月  | Rakuten TV    | 都度課金     |            |

| 毎日放送・TBS ドラマイズム | 毎日放送・TBS ドラマイズム | 毎日放送・TBS ドラマイズム |
| 前番組                     | 番組名                     | 次番組                     |
| -------------------------- | -------------------------- | -------------------------- |
| 明日、私は誰かのカノジョ   | ロマンス暴風域             | 生き残った6人によると      |